# TVP Kultura
TVP Kultura je televizní stanice veřejnoprávní Polské televize TVP. TVP Kultura nabízí kulturní pořady, staré pořady a Kulturní informace.

## Dostupnost
TVP Kultura je dostupná na satelitu Hotbird a Astra, v pozemní digitální televizi na multiplexu 3 a na kabelové televizi. TVP Kultura není dostupná v HDTV rozlišení.

## Sledovanost
TVP Kultura má malou sledovanost. Podle webových portálů a v novinách se na TVP Kultura dívá pouze cca 816 Poláků za minutu. Přitom TVP do televize dala více než 20 miliónů zlotých. Taky bylo v plánu tuto televizní stanici ukončit, k čemuž ale nedošlo.